# Боровяни (Сілезьке воєводство)
Боровяни (пол. Borowiany) — село в Польщі, у гміні Вельовесь Гливицького повіту Сілезького воєводства.
Населення — 149 осіб (2011).
У 1975—1998 роках село належало до Катовицького воєводства.

## Демографія
Демографічна структура станом на 31 березня 2011 року:
|          | Загалом | Допрацездатний вік | Працездатний вік | Постпрацездатний вік |
| -------- | ------- | ------------------ | ---------------- | -------------------- |
| Чоловіки | 72      | 15                 | 50               | 7                    |
| Жінки    | 77      | 13                 | 48               | 16                   |
| Разом    | 149     | 28                 | 98               | 23                   |